# Nadieżda Żurkina
Nadieżda Aleksandrowna Żurkina po mężu Kijok (ros. Надежда Александровна Журкина (Киёк), ur. 20 sierpnia 1920 w Turinsku, zm. 24 kwietnia 2002 w Moskwie) – radziecka radzistka i strzelec lotniczy.

## Życiorys
Od 1926 mieszkała w Moskwie, gdzie do 1930 skończyła 10 klas i wstąpiła na Instytut Prawny przy Prokuraturze ZSRR, w którym studiowała do 1941, jednocześnie uczyła się w aeroklubie. W grudniu 1941 ochotniczo wstąpiła do Armii Czerwonej i została skierowana do 1 samodzielnego pułku łączności w Czeboksarach, w kwietniu 1942 została przeniesiona do 62 samodzielnego pułku łączności w Gorkim, gdzie w czerwcu 1942 ukończyła kursy radiotelegrafistów. Od czerwca do lutego 1943 była radzistką naziemnej radiostacji sztabu 284 Dywizji Lotnictwa Bombowego, potem radzistką naziemnej radiostacji sztabu 32 samodzielnego pułku lotniczego/99 gwardyjskiego pułku lotniczego, uczestniczyła w działaniach wojennych na Froncie Briańskim (czerwiec 1942-czerwiec 1943), w czerwcu 1943 została radzistką i strzelcem lotniczym 99 gwardyjskiego samodzielnego pułku lotniczego w stopniu sierżanta i do października 1943 walczyła na Froncie Briańskim, od października 1943 do kwietnia 1945 na 2 Froncie Nadbałtyckim, a w kwietniu-maju 1945 Leningradzkim. Brała udział w operacji orłowskiej i briańskiej, walkach w rejonie Witebska i Połocka, operacji leningradzko-nowogrodzkiej, starorussko-noworżewskiej, rzeczycko-dźwińskiej i ryskiej oraz blokadzie zgrupowania kurlandzkiego przeciwnika. Wykonała 67 lotów bojowych samolotem Pe-2 i uczestniczyła w 30 walkach powietrznych, w których strąciła samolot wroga, poza tym zniszczyła wiele samochodów, czołgów, wagonów kolejowych, okrętów, samolotów na lotniskach i baterii artyleryjskich wroga. Do sierpnia 1945 służyła w siłach powietrznych w Nadbałtyckim Okręgu Wojskowym, następnie została zwolniona do rezerwy w stopniu starszyny, później pracowała jako konsultant prawny w Rydze. W sierpniu 1948 wyszła za mąż za oficera Aleksandra Kijoka i przyjęła jego nazwisko. Od stycznia 1949 do stycznia 1950 była sekretarką-maszynistką w Ministerstwie Przemysłu Lokalnego Łotewskiej SRR. W 1993 opuściła Łotwę i w 1994 zamieszkała w Moskwie. Była honorową obywatelką Turinska (1981). Została pochowana na Cmentarzu Nikoło-Archangielskim pod Moskwą.

## Odznaczenia
- Order Wojny Ojczyźnianej I klasy (11 marca 1985)
- Order Czerwonej Gwiazdy (30 kwietnia 1945)
- Order Sławy I klasy (23 lutego 1948)
- Order Sławy II klasy (5 listopada 1944)
- Order Sławy III klasy (30 kwietnia 1944)
- Order „Znak Honoru” (5 kwietnia 1971)
- Order Przyjaźni Narodów (Rosja, 1 października 1993)